# Psychotria iodotricha
Psychotria iodotricha là một loài thực vật có hoa trong họ Thiến thảo. Loài này được Müll.Arg. miêu tả khoa học đầu tiên năm 1881.

## Hình ảnh

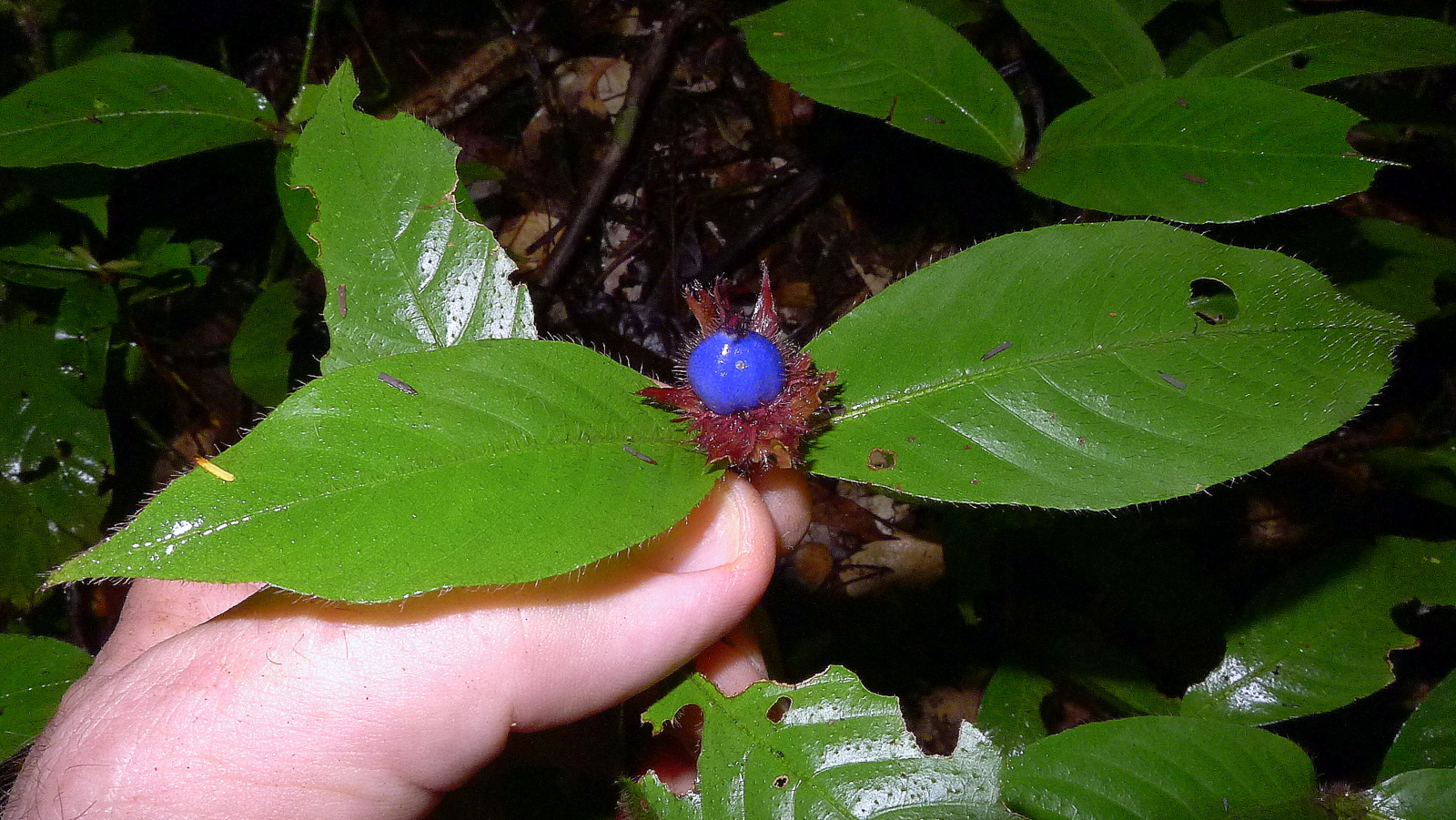
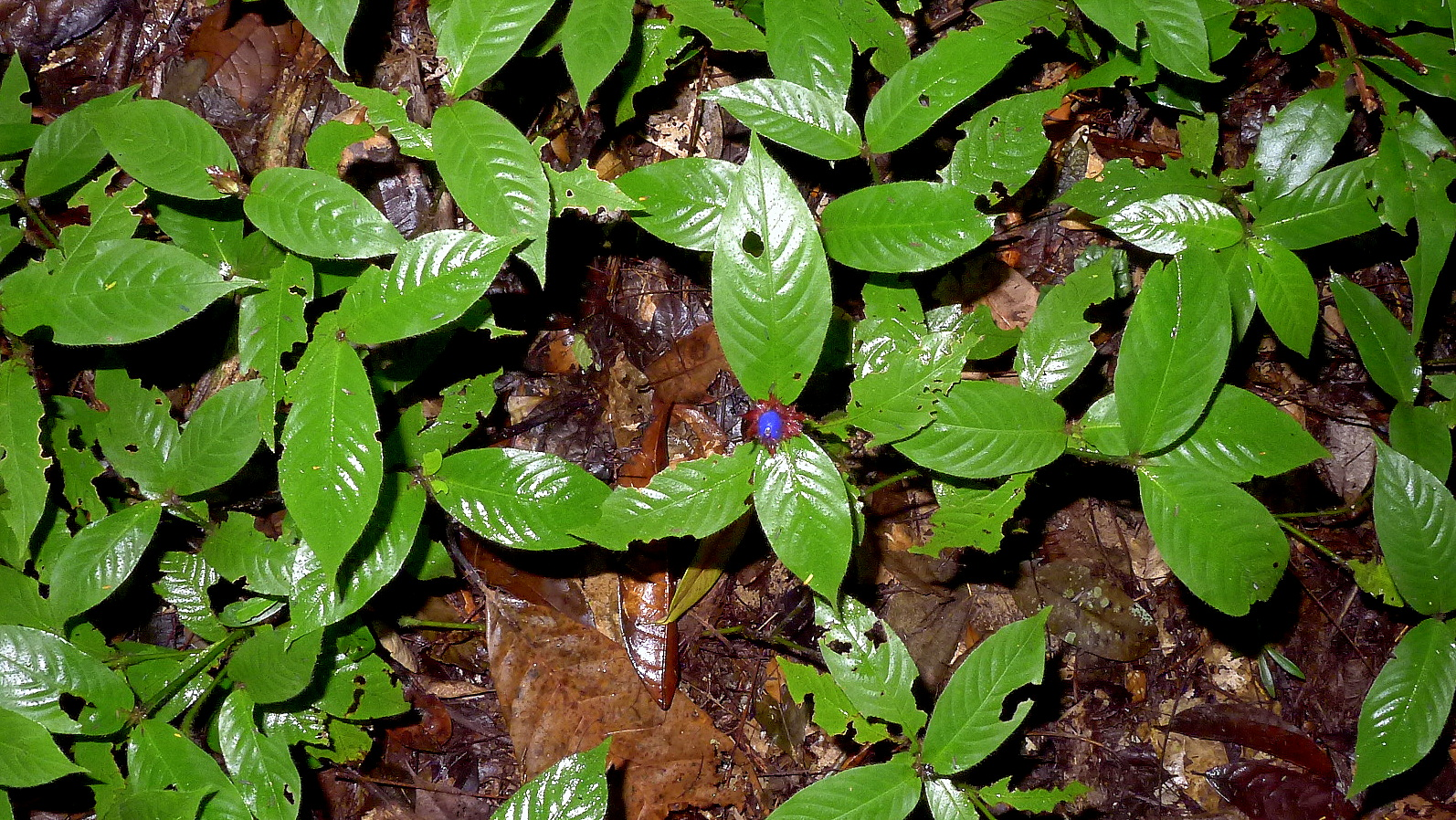